# Ministro Victor Konder International Airport
Ministro Victor Konder International Airport är en flygplats i Brasilien.   Den ligger i kommunen Navegantes och delstaten Santa Catarina, i den södra delen av landet, 1 200 km söder om huvudstaden Brasília. Ministro Victor Konder International Airport ligger 4 meter över havet.
Terrängen runt Ministro Victor Konder International Airport är platt västerut, men åt nordost är den kuperad. Havet är nära Ministro Victor Konder International Airport österut. Runt Ministro Victor Konder International Airport är det tätbefolkat, med 570 invånare per kvadratkilometer.. Närmaste större samhälle är Itajaí, 3,3 km söder om Ministro Victor Konder International Airport. 
Runt Ministro Victor Konder International Airport är det i huvudsak tätbebyggt.